# Lennart Brodin
Lennart Brodin, född 10 maj 1938 i Stockholm, är en svensk pensionerad officer i Flygvapnet.

## Biografi
Fredriksson blev fänrik i Flygvapnet 1963. Han befordrades till löjtnant 1965, till kapten 1971, till major 1974, till överstelöjtnant 1979 och till överste 1987.
Brodin inledde sin militära karriär 1963 i Flygvapnet vid Södertörns flygflottilj (F 18), där han tjänstgjorde fram till 1974. 1974–1979 tjänstgjorde han vid Försvarsstaben. 1979–1984 tjänstgjorde han vid Bråvalla flygflottilj (F 13). 1984–1986 tjänstgjorde han på Flygenheten vid Försvarsstaben. 1986–1987 var han stabschef vid Upplands flygflottilj (F 16/Se M). 1987–1989 var han ställföreträdande sektorflottiljchef och tillika flottiljchef för Jämtlands flygflottilj (F 4/Se NN). Brodin lämnade Flygvapnet 1993. År 2000 tjänstgjorde han en kortare tid som chef för Flygvapnets taktiska centrum. 